# Carl Hirsch
Carl Hirsch, född 10 juli 1913 i Stockholm, död 19 juni 1973 i Storkyrkoförsamlingen i Stockholm, var en svensk överläkare och professor i ortopedi.
Han var från 1961 verksam vid Sahlgrenska sjukhuset och Göteborgs universitet. Vid sin död var han gift med skådespelaren Anita Björk.
Hirsch är gravsatt i minneslunden på Råcksta begravningsplats.